# Franciszek Gąsienica Groń
Franciszek Gąsienica Groń (Zakopane, 30 settembre 1931 – Zakopane, 31 luglio 2014) è stato un combinatista nordico polacco.

## Palmarès

### Olimpiadi invernali
- Bronzo a Cortina d'Ampezzo 1956 nella combinata nordica.